# Collège des Bernardins

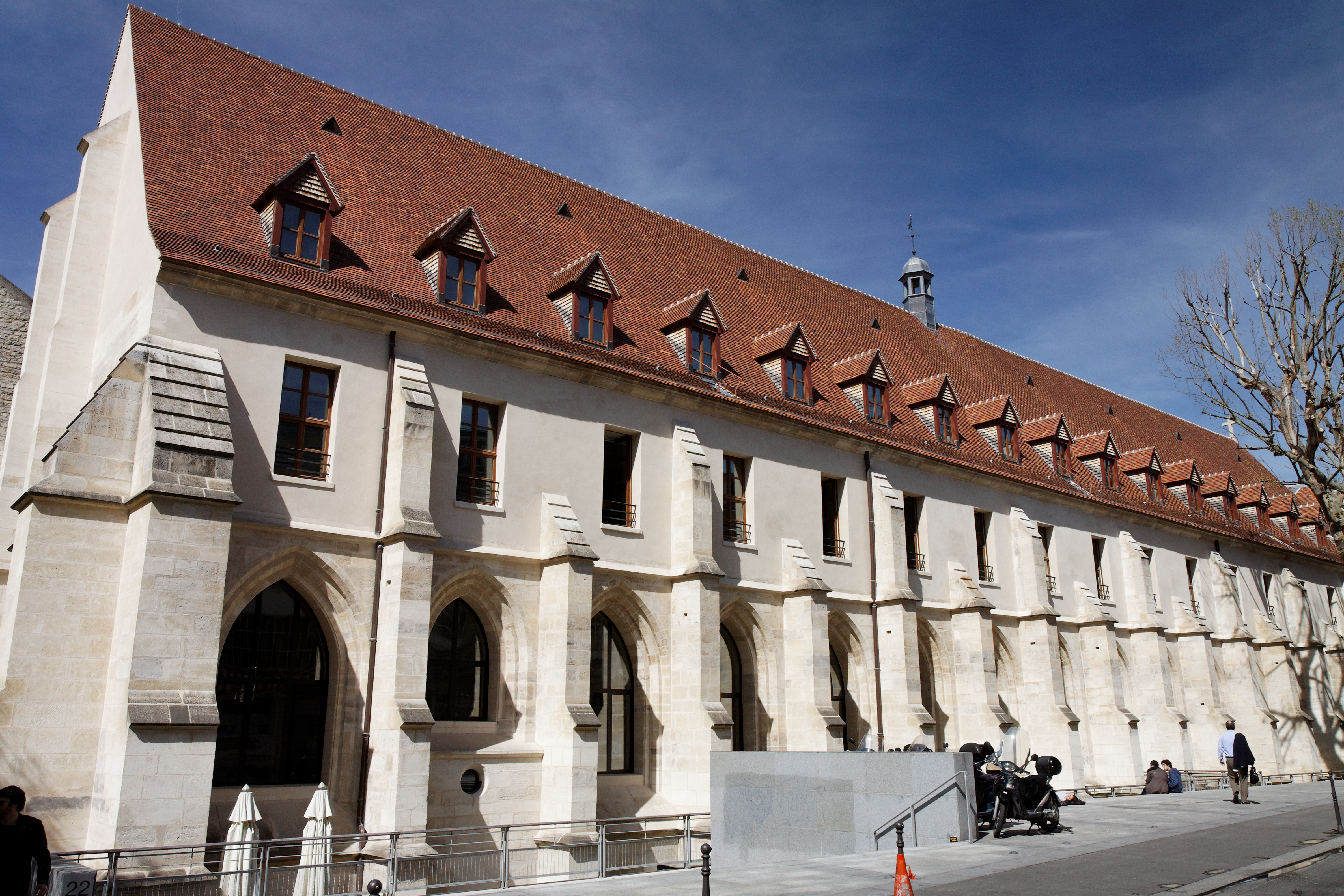
Collège des Bernardins

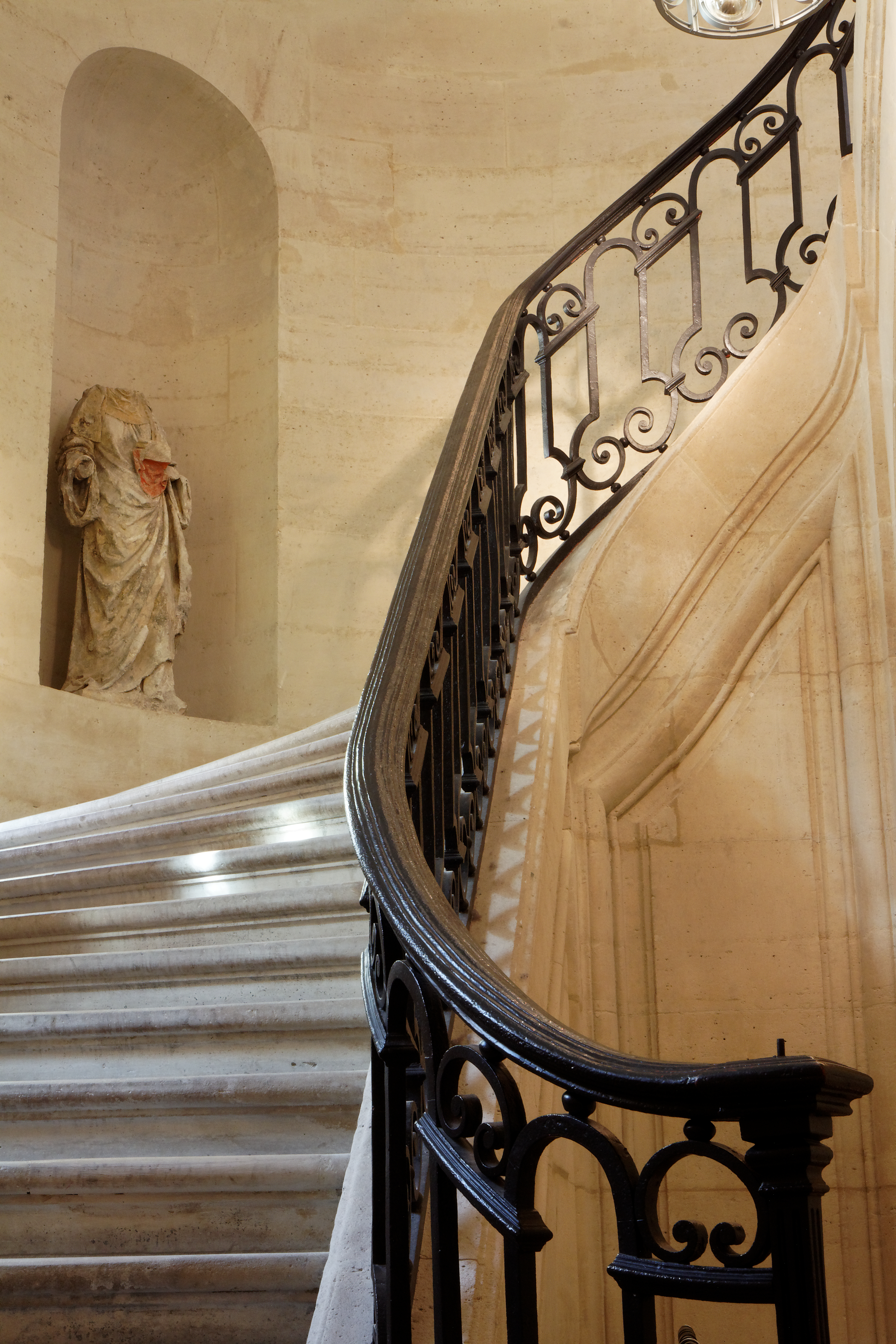
Treppenaufgang

Das Collège des Bernardins ist ein ehemaliges Kolleg des Zisterzienserordens, von dem zwei Stockwerke des Ostflügels aus der zweiten Hälfte des 13. Jahrhunderts erhalten sind. Das ehemalige Refektorium (Speisesaal) im Erdgeschoss gilt als eines der bedeutendsten Beispiele gotischer Architektur in Paris. Es befindet sich in der Rue de Poissy Nr. 18–24, im 5. Arrondissement von Paris. Die nächste Métrostation ist Maubert – Mutualité der Linie 10.

## Geschichte

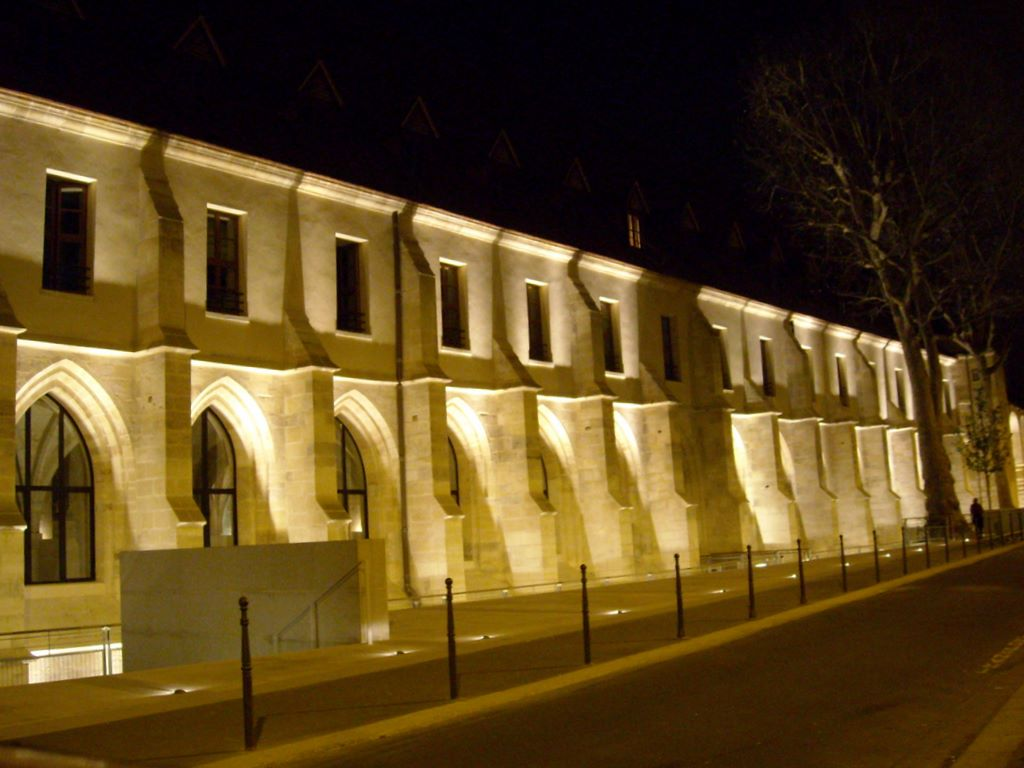
Außenfassade

### Das Collège des Bernardins im Mittelalter
Das Collège des Bernardins wurde 1245 gegründet von Stephan von Lexington, Abt der Zisterzienserabtei Clairvaux, einer der vier Primarabteien von Cîteaux, für die Unterbringung von Studenten, die an der Universität von Paris Theologie studierten. Der Name leitete sich von Bernhard von Clairvaux, einem der bedeutendsten Zisterzienseräbte, ab. 1320 wurde das Kolleg vom Generalkapitel des Zisterzienserordens übernommen, obwohl die Kapitelväter ursprünglich dagegen waren, weil Studienhäuser nicht den asketischen Idealen des Ordens entsprachen. Der spätere Papst Benedikt XII., anfangs Zisterziensermönch, hatte sich am Collège des Bernardins inskribiert.

### Entwicklungen in der Frühen Neuzeit

#### Finanzielle Nöte desCollège
Seit 1335 war der Zulauf der Studenten außerdem durch Papst Benedikt XII. dahingehend geregelt, dass alle Abteien mit einer Konventgröße von 30 bis 40 Mönchen wenigstens einen Studenten ins Collège zu schicken beziehungsweise zu finanzieren hatten; Abteien mit mehr als 40 Konventualen hatten sogar zwei Studenten zu schicken. Im 16. Jahrhundert kam es jedoch aufgrund der zunehmenden Verarmung französischer Abteien zu einem Zurücktreten dieser Regelung und auch schon davor war es zu einer Verringerung der Studententaxen im Collège gekommen, sodass ein langsamer Verfall des Campus einsetzte. Mitte des 16. Jahrhunderts versuchte man den finanziellen Nöten der Einrichtung dann durch eine Taxerhöhung entgegenzuwirken, im 17. Jahrhundert kam es schließlich zu weiteren Erhöhungen, bevor 1729 die Taxe ein letztes Mal nach oben korrigiert wurde. Tatsächlich hatte das Collège jedoch stets auch Probleme, die anfallenden Beiträge von Studenten auch wirklich einzuheben und war letztlich für den Erhalt der Studenten auf Spenden und Stiftungen an das Collège angewiesen. Ein besonders großzügiger Stifter war beispielsweise der Bischof von Lisieux, Guillaume du Vair.
Problematisch war die Tatsache, dass durch die Verarmung französischer Klöster kaum Geld für den Unterhalt der Studenten im Collège zusammenkam – vor allem auch deshalb, da gerade im 16. Jahrhundert fast ausschließlich französische Studenten nach Paris kamen, was nicht zuletzt auch den politischen Verhältnissen der Zeit geschuldet war. Außerdem gab es im Vergleich zum Mittelalter, in dem das Collège des Bernardins Studenten aus ganz Europa beherbergte, auch vermehrt andere westeuropäisches Kollegien, sodass kaum noch ausländische Studenten nach Paris kamen. Eines der wenigen außer-französischen Beispiele ist die Abtei Salem in Deutschland, die weiterhin Studenten ins Collège des Bernardins entsandte.
Aufgrund der finanziellen Probleme, mit denen das Collège in der Neuzeit daher ständig zu kämpfen hatte, kam es auch zu Vermietungen und Teilverkäufen des großen Grundes des Kolleg-Campus, der von der wachsenden Großstadt Paris hungrig entgegengenommen wurde. Der an die vier Hektar große Grund des Collège erstreckte sich ursprünglich mit einer Länge von 250 m von der Rue Saint-Victor bis zur Seine und mit einer Breite von 175 m von der Rue des Bernardins bis zum Collège du Cardinal Lemoine. Besonders begehrt war der große Garten des Collège, der unter anderem auch an Gärtner vermietet wurde.

#### Organisation und Administration
An der Spitze des Collège stand der sogenannte Provisor als dessen Leiter. Er wurde vom Generalkapitel des Zisterzienserordens oder in dessen Stellvertretung vom Abt von Cîteaux eingesetzt. Erfolgreiche Vorsteher konnten durchaus mehrere Jahrzehnte im Amt bleiben, wie auch das Beispiel des Provisors Jean Huon, der vom Beginn der 1570er Jahre bis 1611 im Amt war, zeigt. Von 1635 bis Ende des 17. Jahrhunderts stand das Collège unter Leitung der Trappisten.
Dem Provisor als dessen Stellvertreter untergeordnet, war der Subprior, welcher ebenfalls vom Generalkapitel eingesetzt wurde und für die studentische Disziplin und die im Collège durchgeführten geistlichen Handlungen zuständig war. Daneben gab es den Büttel (bidellus); den president, welcher für Dormitorium und Refektorium zuständig war; den magister studentium der mit akademischen Belangen betraut war; einen Kantor für den Chor; einen Sakristan sowie einen Portier. Für die Finanzen des Collège waren Schatzmeister und Cellerar verantwortlich.
Daneben gab es außerdem einen Rat, welchem der Provisor vorstand und der vor allem für die Finanzen und die Verwaltung zuständig war sowie über die Graduation von Studenten entschied.
Die wichtigste Aufgabe des Collège war natürlich der Unterricht, wobei der festgelegte Tagesablauf der mönchischen Studenten an das studentische Leben angepasst war. Die Disziplin der Studenten war im Collège des Bernardins jedoch genauso ein Problem wie in anderen Einrichtungen und daher Gegenstand umfassender und wiederholter Regelungen, verstärkt auch zu Beginn des 17. Jahrhunderts. Probleme im täglichen Leben bereiteten vor allem die größeren Altersunterschiede der Studenten und ihre Herkunft aus verschiedenen „Nationen“. Regelungen betrafen sowohl das Verhalten im Dormitorium, als auch Ernährung und Kleidung sowie den Umgang mit Geld. Bei Zuwiderhandeln wurden durchaus auch (gestaffelte) Strafen verhängt.

### DasCollègeim 18. Jahrhundert
1709 schütteten die Mönche das Untergeschoss unter dem Refektorium zu, da es nach Überschwemmungen durch die Seine unbenutzbar geworden war.
Ab dem Beginn des 18. Jahrhunderts litt das Collège wieder verstärkt unter finanziellen Nöten und die Campusgebäude verfielen zusehends. Vor allem während der ersten Jahrhunderthälfte gab es daher von Seiten des Generalkapitels immer wieder Versuche, Geld für das Collège von den Zisterzienserklöstern zu lukrieren – die vom Generalkapitel angesetzten Beträge konnten aber nie erreicht werden. Um die Jahrhundertmitte wurden schließlich Renovierungen der Gebäude unternommen, welche das Collège allerdings in Schulden stürzten, sodass die administrative Hauptaufgabe während seiner letzten 30 Jahre vor allem die Tilgung dieser Schulden darstellte.
Nach der baulichen Instandsetzung der Kolleggebäude war in der zweiten Hälfte des 18. Jahrhunderts Raum für einen Blick nach innen und man ging an eine interne Reorganisation und Reform des Collège. Über die Reforminhalte herrschte im Generalkapitel ab 1765 jedoch Uneinigkeit – eine Einigung über den genauen Reformplan konnte erst 1786 zu Gunsten eines Vorschlags des damaligen Provisors des Collège Jacques François Frennelet erzielt werden, dessen Projektvorschlag vom Generalkapitel bestätigt wurde. Die ehrgeizigen Pläne fanden jedoch mit dem raschen Aufkeimen der Revolution von 1789 ein schnelles Ende. Ab 1790 zeigte die Stadt Paris Interesse an den Gebäuden des Collège – geplant war die Verlegung des Heilig-Geist-Spitals hierhin und so hielten sich immer wieder Begutachtungskommissionen im Haus auf. 1791 wurde das Collège zugunsten der Stadt Paris enteignet; es wurde aufgelöst und die Gebäude zum Nationaleigentum erklärt. Am 11. Oktober des Jahres wurde schließlich die Bibliothek aufgelöst, allerdings waren zu diesem Zeitpunkt nur noch 300 der 600 Bände der Kollegbibliothek vorhanden. Kurz nach dieser historischen Zäsur verließ auch der letzte im Haus verbliebene Kollegangehörige, Provisor Frennelet, das Collège des Bernardins.

### Entwicklungen nach der Auflösung
1797 wurde schließlich die ehemalige Kollegkirche verkauft und zunächst als Mehldepot genutzt, bevor sie wenig später abgerissen wurde. In den Gebäuden um den Kreuzgang wurden Galeerensträflinge untergebracht. Ein Teil der Kollegsgebäude wurde abgerissen, als im Jahre 1810 die Straßen Rue de Poissy und Rue de Pontoise durchgebrochen wurden. Weitere Gebäude mussten 1859 weichen, als unter dem Präfekten Georges-Eugène Haussmann der Boulevard Saint-Germain angelegt wurde. Der Ostflügel des Kollegs mit dem ehemaligen Refektorium und dem darüberliegenden Dormitorium wurde von dem Architekten Jakob Ignaz Hittorff umgebaut und zwischen 1845 und 1993 als Kaserne der Feuerwehr genutzt. 2001 wurde das Gebäude von der Diözese von Paris gekauft und grundlegend restauriert. Im September 2008 wurde das Collège des Bernardins wiedereröffnet. Es beherbergt das Bildungswerk der Diözese von Paris (École Cathédrale de Paris) und verfügt über 15 Seminarräume und zwei Auditorien. Außerdem bietet es Raum für kulturelle Veranstaltungen wie Ausstellungen zeitgenössischer Kunst.

## Architektur

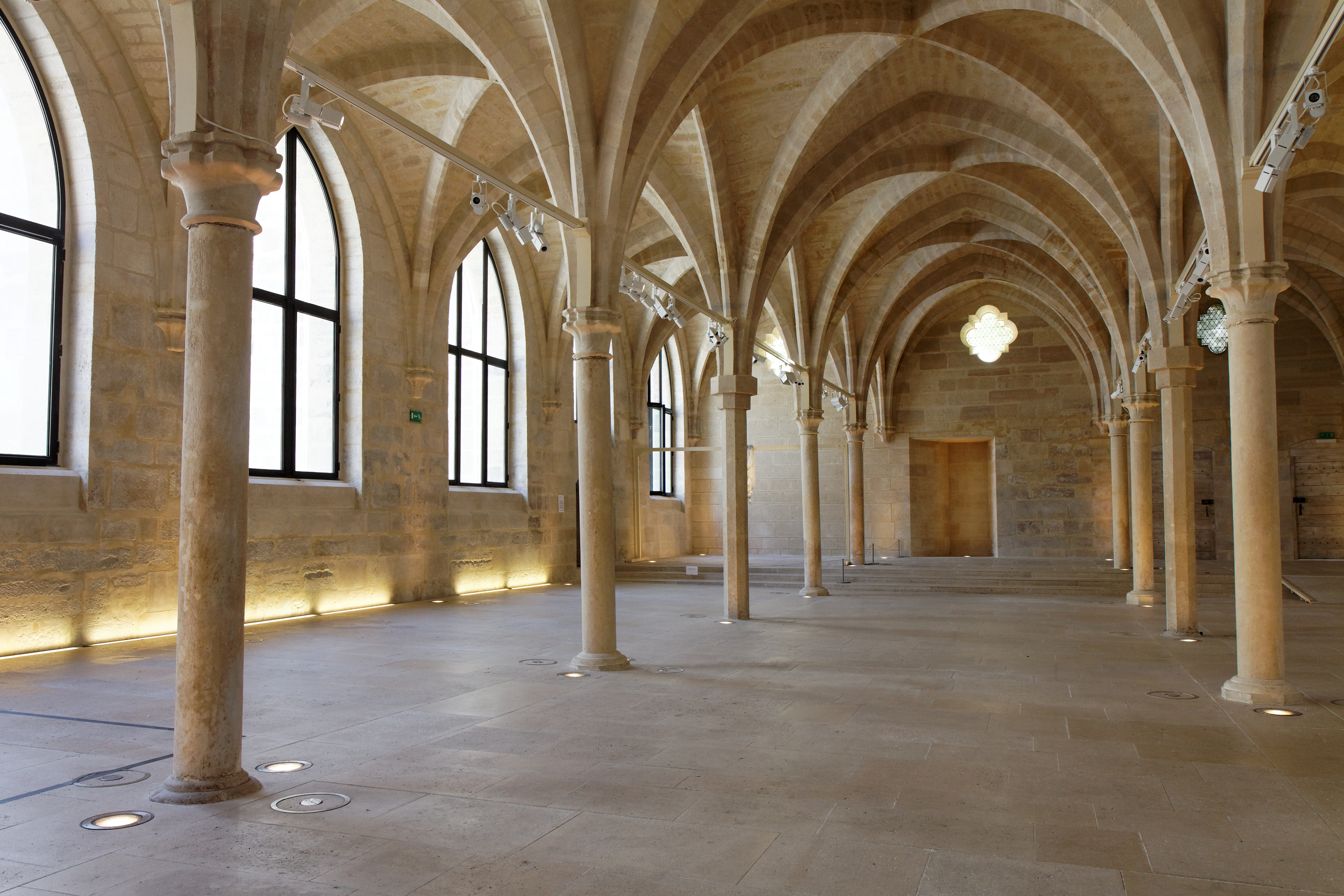
Erdgeschoss

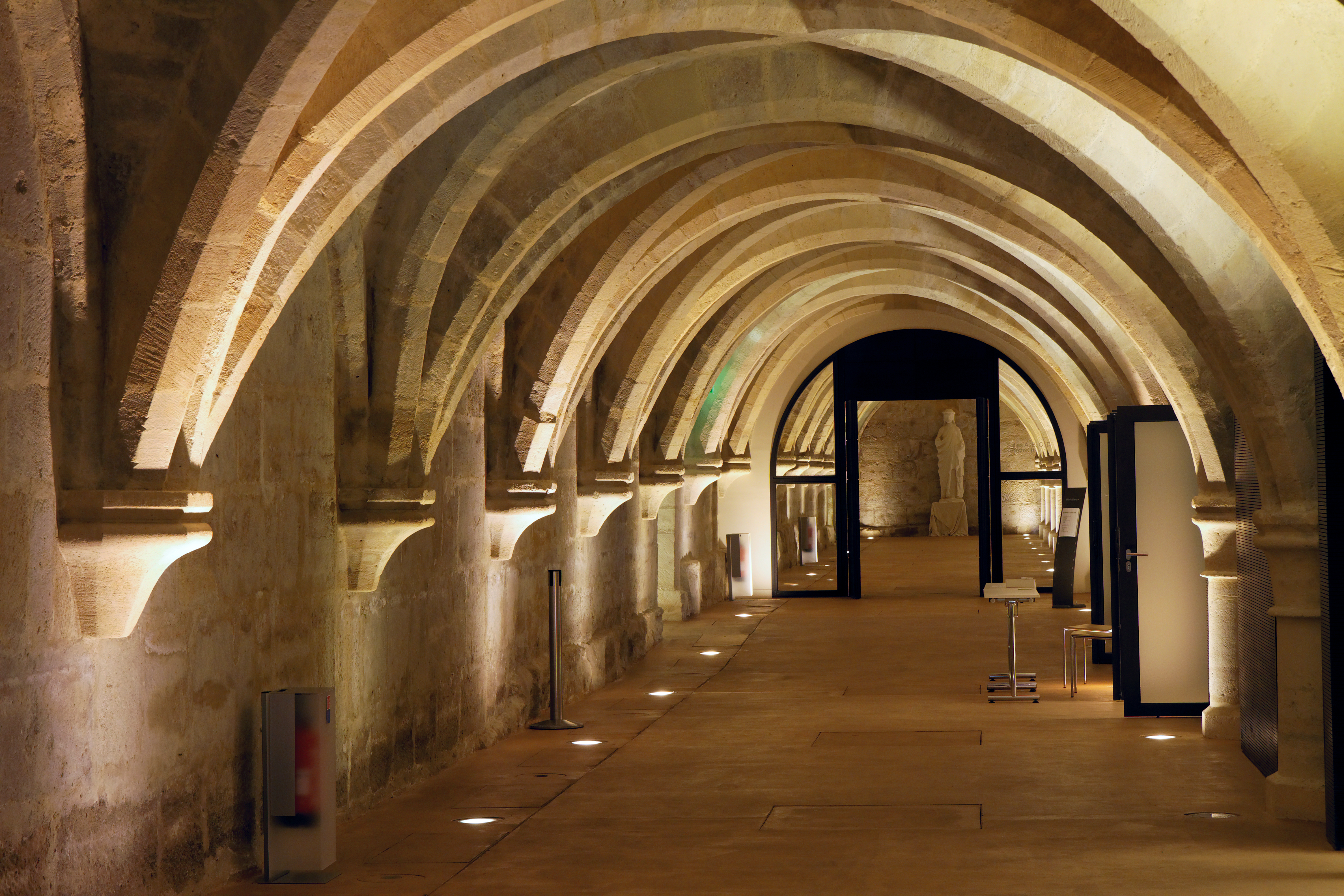
Untergeschoss

Der erhaltene Gebäudeteil des ehemaligen Collège des Bernardins besteht aus einem Untergeschoss und dem Erdgeschoss, in dem das Refektorium und die Sakristei untergebracht waren. Bei der Restaurierung wurden die später eingezogene Decke und die Zwischenwände entfernt. Das Refektorium, ein Saal mit einer Länge von 71 m, einer Breite von 13,50 m und 6 m Höhe, wurde somit wieder in seinen ursprünglichen Zustand versetzt. Der Saal trägt ein Kreuzrippengewölbe, das sich über 17 Joche erstreckt. Zwei Reihen mit je 16 monolithischen Säulen teilen den Raum in drei Schiffe. Die Kapitelle der Säulen sind – entsprechend der zisterziensischen Ordensregel – schlicht gestaltet. Das Untergeschoss, das die Mönche bis zu den Kapitellen zugeschüttet hatten, wird von 32 achteckigen Säulen getragen. An das Refektorium schließt sich die ehemalige Sakristei aus dem 14. Jahrhundert an, die ursprünglich zwischen dem Refektorium und der im 19. Jahrhundert abgerissenen Kirche stand. In der Sakristei sind Schlusssteine mit Wappen erhalten und Kapitelle, die mit Engelsköpfen verziert sind. Aus dem 17. Jahrhundert stammt der Treppenaufgang, der den über dem Refektorium gelegenen Schlafsaal mit der Kirche verband.